# Do It to It
Singles de Cherish
Miss P.
(2003) Unappreciated
(2006)
Do It to It est une chanson du girl group Cherish avec la collaboration du rappeur Sean P du groupe YoungBloodZ. La chanson est parue le 21 mars 2006 en tant que premier single de leur premier album, Unappreciated. Elle atteint la 12e place du Billboard Hot 100.
Un remix rap de la chanson sort avec les artistes Yung Joc, Jody Breeze, Chingy et Fabo (du groupe D4L). Cette version fait également références à des chansons des interprètes, telles que It's Goin' Down de Yung Joc, et de Laffy Taffy de D4L.

## Liste des pistes
UK CD single
1. Do It to It (main radio version)
2. He Said She Said (featuring Nephu)

European CD single
1. Do It to It (main radio version)
2. That Boi
3. Ghetto Mentality

iTunes EP
1. Do It to It (main radio version) – 3:44
2. Do It to It (instrumental) – 3:43
3. Do It to It (a cappella) – 3:39

iTunes single
1. Do It to It (main radio version) – 3:44
2. Do It to It (edited rap remix) (featuring Jazze Pha, Yung Joc, Jody Breeze, Chingy & Fabo) – 4:10

## Charts hebdomadaires
| Classements (2006-2007)                 | Meilleure position |
| --------------------------------------- | ------------------ |
| Allemagne (Media Control AG)            | 87                 |
| Australie (ARIA)                        | 67                 |
| Belgique (Flandre Ultratip 100)         | 15                 |
| Belgique (Wallonie Ultratip 50)         | 16                 |
| Écosse (OCC)                            | 31                 |
| États-Unis (Hot 100)                    | 12                 |
| France (SNEP)                           | 48                 |
| Hongrie (Rádiós Top 40)                 | 33                 |
| Irlande (IRMA)                          | 29                 |
| Nouvelle-Zélande (RMNZ)                 | 3                  |
| Pays-Bas (Nederlandse Top 40 Tipparade) | 12                 |
| Pays-Bas (Single Top 100)               | 89                 |
| Royaume-Uni (UK Singles Chart)          | 30                 |
| Suède (Sverigetopplistan)               | 58                 |
| Suisse (Schweizer Hitparade)            | 79                 |

## Version d'Acraze featuring Cherish
Singles de Acraze
Believe
(2022)
Le producteur américain Acraze (Charlie Duncker) sort un remix house de la chanson le 20 août 2021, sous le crédit "Acraze featuring Cherish". La chanson atteint la 3e place du Billboard Dance/Electronic Songs, mais également la 1re place du Single Top 100 aux Pays-Bas, ainsi que le top 10 de plusieurs pays.

### Liste des pistes
| 1. | Do It to It | 2:37 |

| 1. | Do It to It (Tiësto Remix) | 2:05 |

| 1. | Do It to It (Andrew Rayel Remix) | 2:26 |

| 1. | Do It to It (Sub Focus Remix) | 3:14 |

| 1. | Do It to It (Subtronics Remix) | 2:27 |

| 1. | Do It to It (Tiësto Remix)       | 2:05 |
| 2. | Do It to It (Subtronics Remix)   | 2:27 |
| 3. | Do It to It (Andrew Rayel Remix) | 2:26 |
| 4. | Do It to It (Sub Focus Remix)    | 3:14 |
| 5. | Do It to It (Rated R Remix)      | 2:12 |
| 6. | Do It to It                      | 2:37 |

### Charts hebdomadaires
| Classements (2021-2022)                 | Meilleure position |
| --------------------------------------- | ------------------ |
| Allemagne (Media Control AG)            | 3                  |
| Australie (ARIA)                        | 6                  |
| Autriche (Ö3 Austria Top 40)            | 9                  |
| Belgique (Flandre Ultratop 50 Singles)  | 5                  |
| Belgique (Wallonie Ultratop 50 Singles) | 6                  |
| Canada (Hot 100)                        | 33                 |
| Danemark (Tracklisten)                  | 25                 |
| Espagne (PROMUSICAE)                    | 34                 |
| États-Unis (Hot 100)                    | 65                 |
| États-Unis (Hot Dance/Electronic Songs) | 3                  |
| Finlande (Suomen virallinen lista)      | 18                 |
| France (SNEP)                           | 28                 |
| France (Digital Songs)                  | 7                  |
| Grèce (IFPI)                            | 6                  |
| Hongrie (Rádiós Top 40)                 | 25                 |
| Hongrie (Single Top 40)                 | 1                  |
| Hongrie (Stream Top 40)                 | 14                 |
| Irlande (IRMA)                          | 4                  |
| Islande (Plötutíðindi)                  | 13                 |
| Italie (FIMI)                           | 20                 |
| Lituanie (Agata)                        | 5                  |
| Luxembourg (Billboard)                  | 13                 |
| Norvège (VG-lista)                      | 29                 |
| Nouvelle-Zélande (RMNZ)                 | 18                 |
| Pays-Bas (Nederlandse Top 40)           | 5                  |
| Pays-Bas (Single Top 100)               | 1                  |
| Pologne (ZPAV)                          | 27                 |
| Portugal (AFP)                          | 11                 |
| Roumanie (UPFR)                         | 10                 |
| Royaume-Uni (UK Singles Chart)          | 9                  |
| Royaume-Uni (UK Dance Chart)            | 1                  |
| Russie (Tophit Radio Top 100)           | 33                 |
| Slovaquie (IFPI Rádio)                  | 26                 |
| Slovaquie (IFPI Singles Digitál)        | 17                 |
| Suède (Sverigetopplistan)               | 34                 |
| Suisse (Schweizer Hitparade)            | 7                  |
| Tchéquie (IFPI Singles Digitál)         | 17                 |

### Certifications
| Région | Certification | Ventes/Streams |
| --- | ------------- | -------------- |
| Allemagne (BM) | Or            | 200 000^       |
| Australie (ARIA) | Platine       | 70 000^        |
| Canada (Music Canada) | Platine       | 80 000^        |
| Espagne (PME) | Or            | 30 000^        |
| France (SNEP) | Diamant       | 50 000 000*    |
| Grèce (IFPI) | Or            | 1 000 000^     |
| Italie (FIMI) | Or            | 35 000*        |
| Nouvelle-Zélande (RMNZ) | Or            | 15 000*        |
| Pologne (ZPAV) | Or            | 25 000*        |
| Portugal (AFP) | Platine       | 10 000x        |
| Royaume-Uni (BPI) | Or            | 400 000^       |
| *Ventes selon la certification ^Mise en rayon selon la certification xNon précisé par la certification ‡ventes/streaming selon la certification |               |                |

### Squid Game mashup
Zedd a créé un mashup de cette version mixée avec la bande originale de Squid Game, qu'il a joué à l'Electric Daisy Carnival 2021, et a ensuite sorti sur les plateformes de streaming.